# Chazay-d'Azergues
Chazay-d'Azergues é uma comuna francesa na região administrativa de Auvérnia-Ródano-Alpes, no departamento do Ródano. Estende-se por uma área de 5.94 km². Em 2010 a comuna tinha 4 245 habitantes (densidade: 714,6 hab./km²).